# Amtsvogtei Essel
Die Amtsvogtei Essel war ein historisches Verwaltungsgebiet des Fürstentums Lüneburg bzw. des Königreichs Hannover.

## Geschichte
Die Amtsvogtei Essel, die lediglich das Kirchspiel Schwarmstedt umfasste, wurde 1450 errichtet und war bis zu deren Aufhebung der Großvogtei Celle nachgeordnet. Sie erlangte aber faktisch schon vorher den Rang eines selbständigen Amts. Nach der preußischen (ab 1802) und westphälischen (ab 1807) Herrschaft wurde sie im alten Umfang wieder hergestellt, jedoch bald nach 1814 die Verwaltung dem Amtsvogt in Bissendorf übertragen. Im Zuge der Verwaltungsreform von 1852 wurde die Amtsvogtei Essel aufgehoben und in das Amt Ahlden eingegliedert.
In Essel erinnert die Straße Am Amtshof an die Ende des 16. Jahrhunderts errichteten Amtsgebäude.